# District de Suwa
Le district de Suwa (諏訪郡, Suwa-gun) est un district de la préfecture de Nagano, au Japon, doté d'une superficie de 254,79 km2.

## Municipalités
- Hara
- Fujimi
- Shimosuwa